# Vasqueziella boliviana
Vasqueziella boliviana là một loài thực vật có hoa trong họ Lan. Loài này được Dodson miêu tả khoa học đầu tiên năm 1982.